# 코리안리재보험
코리안리(Korean Re, 코리안리재보험 주식회사)는 대한민국의 재보험사로 1963년 국영기업인 대한손해재보험공사로 출범하였고 1978년 대한재보험주식회사로 전환되며 민영화되었다. 2002년 사명을 코리안리재보험(주)로 변경하였다.

## 역사
- 1963년 대한손해재보험공사를 설립하고
- 1968년 생명보험의 재보험 취급 인가를 받았으며
- 1969년 한국증권거래소에 주식을 상장하였다.
- 1978년 정부 지분을 매각해 민영화를 추진하였고
- 2002년 코리안리재보험주식회사로 변경하였다.

## 주요 업무
- 국내재보험·외국재보험 및 원보험사업의 영위
- 원보험회사가 공사에 재보험을 붙인 보험계약에 대한 사고 발생시 조사
- 원보험회사가 제출한 매기결산보고서와 매월사업보고서의 부본 검토 후 매월 종합대비대조표·통계표 작성 및 검토 의견서 첨부하여 재무부 장관 보고
- 국채 기타 유가증권 및 부동산의 취득
- 소방기재의 제조업자나 판매업자 또는 주택조합에 대한 대부
- 신탁회사에 대한 금전 또는 유가증권의 신탁
- 기타 공사의 운영상 필요한 업무

## 같이 보기
- 예금보험공사
- 한국무역보험공사
- 대한손해보험협회
- 생명보험협회
- 한국화재보험협회
- 한국무역보험학회